# Angelica Rylin
Angelica Maria Estelle Rylin (* 27. Dezember 1981) ist eine schwedische Musikerin mit australischen Wurzeln. Bekannt wurde sie als Sängerin, der Symphonic-Metal-Band The Murder of My Sweet, bei der sie außerdem die Musik und Songtexte schreibt. Sie ist Gastmusikerin bei der schwedischen Hard-Rock-Band Crash the System, die ebenfalls bei Frontiers Records unter Vertrag steht.

## Leben
Rylin, die als Tochter schwedischer und australischer Eltern in Stockholm geboren wurde, begann ihre Karriere als Tänzerin an der schwedischen Ballett-Akademie.
Nachdem sie mit einem Gesangslehrer ihr Talent als Sängerin entdeckte, kehrte sie 2002 nach Stockholm zurück und suchte nach einer Band und einem Manager. Bis 2007 arbeitete sie in mehreren anderen Berufen, ehe sie auf Daniel Flores stieß, mit dem sie die Band The Murder of My Sweet gründete. Mit der Band veröffentlichte sie die Single Bleed Me Dry, die den 14. Platz der schwedischen Singlecharts erreichte. Es folgten mehrere Alben über Frontiers Music und AFM Records. Neben dem Gesang ist sie zusammen mit Flores Hauptsongwriterin der Band.
Mit Crash the System veröffentlichte sie ebenfalls ein Album (The Crowning). 2013 und 2020 veröffentlichte sie außerdem zwei Soloalben als Angelica. Thrive erschien 2013 über Frontiers Music und ist stilistisch den Werken ihrer Hauptband vergleichbar, jedoch mit etwas mehr Einflüssen aus dem AOR. 2020 folgte All I Am. Wie bereits der Vorgänger orientierte sich das Album mehr am Modern Rock als am Symphonic Metal ihrer Hauptband.
Als Songwriterin arbeitete sie bereits mit mehreren bekannten Songwriter zusammen, unter anderem mit David Fremberg, Kanata Okajima, Anders Wrethov, Harry Hess (Harem Scarem), Magnus Karlsson (Primal Fear), Jesper Strömblad (ex. In Flames, The Resistance) und Matt Guillory (James LaBrie).
Ihr Gesangsstilist im Wesentlichen von 1980er Sängerinnen wie Bonnie Tyler, Whitney Houston, Pat Benatar, Kim Wilde, Robin Beck und Eurythmics (bzw. Annie Lennox) geprägt, aber auch Bands wie Pink Floyd, ZZ Top und Queen sind ein wichtiger Einfluss.

## Diskografie

### Soloalben
- 2013: Thrive  (Frontiers Music)
- 2020: All I Am (Frontiers Music)

### Mit Crash the System
- 2009: The Crowning (Nexus)

### Weitere Veröffentlichungen
- 2011: Andreas Novak – Novakation (Backgroundgesang)
- 2014: Rated X – Rated X (Gastgesang bei You Are the Music)
- 2015: Find Me – Dark Angel (Gesang bei Another Day und Backgroundgesang)
- 2017: Code Red – Incendiary (Gesang bei Lift Me Up)
- 2019: First Signal – Line of Fire (Backgroundgesang bei A Million Miles)
- 2019: Find Me – Angels in Blue (Backgroundgesang bei Desperate Dreams)
- 2020: Find Me – Lightning in a Bottle (Backgroundgesang bei Far from Over)